# Michel Vaillant (album)
Michel Vaillant – album zespołu Archive ze ścieżką dźwiękową do filmu Najlepsi z najlepszych (Michel Vaillant), wydany 4 listopada 2003 roku.
Album pojawił się w dwóch wersjach - zwykłej i wydanej we Francji Michel Vaillant (Bande Orginale Du Film), pokrywającej się bezpośrednio z muzyką z filmu.

## Lista utworów

### Michel Vaillant
1. Le Mans — 4:52
2. Bridge Scene — 5:33
3. Helicoptère — 6:13
4. Come to me 1 — 3:14
5. Vaillant theme — 3:48
6. Nothing — 3:23
7. Friend — 4:26
8. Nightmare scene — 3:20
9. Leader theme — 3:36
10. Nightmare is over — 4:37
11. Vaillant accoustic — 1:35
12. Night time — 2:11
13. Red — 1:27
14. Come to me 2 — 6:35

### Michel Vaillant (Bande Orginale Du Film)
1. Opening Credits (Includes Nightmare Scene)  — 3:23
2. Indian Theme — 1:29
3. Calling — 6:46
4. Brass Indian — 0:52
5. Main Bridge Scene (Including Sound Design) — 3:11
6. End of Bridge Scene/Keen for a Dead Child — 2:18
7. Falaise — 1:17
8. Break In — 0:36
9. Chase Scene — 2:16
10. Blue Room — 1:27
11. Come to Me, Pt. 3 3:49
12. Crash Scene — 2:4
13. Helicoptere — 1:42
14. Warm Up/Leader Theme (Strings Version) — 4:06
15. Le Mans (End) — 4:30
16. Nightmare Is Over (Acoustic Version) — 2:46